# Zigeunertonleiter
Zigeunertonleiter ist eine Bezeichnung für heptatonische Tonleitern in folkloristischer und klassischer Musik, die durch zwei übermäßige Sekundschritte gekennzeichnet sind. Analog zu den Tongeschlechtern Dur und Moll unterscheidet man Zigeuner-Dur und Zigeuner-Moll.

## Begriffsgeschichte
Der Begriff entstand im 19. Jahrhundert im Kontext der bürgerlichen Begeisterung für die Zigeunerromantik. Dabei wurden die für die Dur-Moll-Tonalität ungewöhnlichen Tonleitern mit übermäßigen Sekundschritten von westlichen Hörern zunächst mit der Musik der ungarischen Roma assoziiert, später auch mit orientalischer oder allgemein mit exotischer Musik. Ihren Eingang in die europäischen Kunstmusik fanden diese Skalen insbesondere durch die Kompositionen im ungarischen Stil (style hongrois) Joseph Haydns und Franz Liszts (Ungarische Rhapsodien).
Ähnliche Skalenstrukturen finden sich zwar auch als fakultative Intonationsvarianten des phrygischen Modus (modo frígio) im spanischen Flamenco, jedoch ohne hier terminologisch besonders benannt zu werden. Lediglich das im Kontext der Flamencomusik gelegentlich verwendete Adjektiv gitano (m.) bzw. gitana (f.) (wie beispielsweise in Rumba gitana) verweist sowohl auf die ethnische Genese eines Flamenco-Palos, als auch auf dessen zumeist phrygischen Modus.

## Zigeuner-Moll

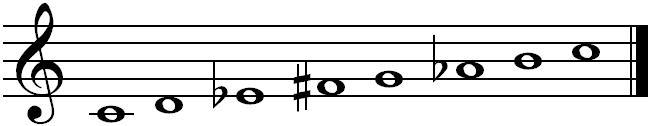
c-Zigeuner-Moll;

Die französisch mode hongrois (ungarischer Modus), im deutschsprachigen Raum ungarische Tonleiter oder auch Zigeuner-Moll genannte Skala entspricht in ihrer Struktur einem harmonischen Moll mit erhöhter vierter Stufe und wird daher von einigen Autoren von diesem abgeleitet.
Durch die Alteration der vierten Stufe entsteht ein weiterer (übermäßiger Ganztonschritt) zwischen der dritten und vierten Stufe, der im 19. Jahrhundert mit der Musik der ungarischen Roma assoziiert wurde und von Komponisten wie Joseph Haydn und Franz Liszt als Stilmittel ihrer Werken im style hongrois (im ungarischen Stil) verwendet wurde.
Eine terminologische Gleichsetzung der für die Melodiebildung charakteristischen übermäßigen Sekunden der Zigeunerskalen mit dem Hiatus zwischen sechster und siebter Stufe des sogenannten harmonischen Moll verbietet sich, da die kompositorische Praxis insbesondere im Barock und in der Klassik die erhöhte siebte Stufe als ausschließlich harmonisch legitimierten Leitton zum Grundton bzw. als Durterz über der fünften Tonleiterstufe interpretierte und den seinerzeit verpönten übermäßigen Ganztonschritt durch die Melodieführung umging, beispielsweise durch die abspringende Septime in der Mitte der Melodieformel e-f Gis-A. Auch die musiktheoretische Ableitung des Zigeuner-Moll von der harmonischen Molltonleiter ist unter den Aspekt der jeweils unterschiedlichen Behandlung der übermäßigen Sekunde problematisch.
Georges Bizet verwendet sowohl das Zigeuner-Moll als auch das Zigeuner-Dur für das „Schicksalsmotiv“ in seiner Oper Carmen.

## Zigeuner-Dur

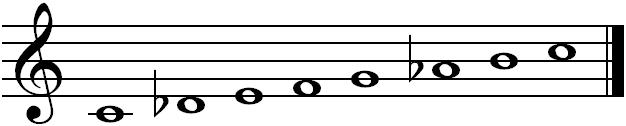
C-Zigeuner-Dur;

Die Zigeuner-Dur-Tonleiter besitzt eine Durterz und besteht aus zwei identisch strukturierten Tetrachorden mit jeweils in der Mitte liegendem übermäßigem Ganztonschritt, ist also symmetrisch aufgebaut. Sie wird gelegentlich im Kontext pseudo-orientalischer Musik auch arabische Tonleiter genannt.
Die Tonleiter entspricht in ihrer Struktur einer phrygischen Tonleiter mit Durterz mit erhöhter siebter Stufe. Damit entsteht wie bei der Dur-Tonleiter ein Leitton. Ein anderer Erklärungsansatz besteht darin, die zweite und die sechste Stufe einer Dur-Tonleiter um einen Halbton zu erniedrigen, wodurch abwärtsführende Leittöne zur ersten und fünften Stufe entstehen. Das Zigeuner-Dur kann auch als plagale Form des Zigeuner-Molls (beginnend auf der 5. Stufe) aufgefasst werden.

## Ableitung aus Tetrachorden
Franz Liszt, der sich auch intensiv mit der Musiktheorie im antiken Griechenland auseinandergesetzt hatte, leitet die Zigeunertonarten „… aus dem altgriechischen ‚chromatischen Tetrachord‘ ab. Dieser letztere besteht nämlich aus einem kleinen Terzschritt und zwei aufeinanderfolgenden Halbtonschritten. Die kleine Terz stimmt aber im Klang mit der übermäßigen Sekunde überein, mit einem Tonintervall, das die westeuropäische Theorie nur deshalb benötigt, weil in der Fiktion der Skala (d. h. Tonleiter) keine Stufe übersprungen werden darf.“
Setzt man die kleine Terz mit der übermäßigen Sekunde gleich, so lässt sich der Bau der Zigeunertonleitern mithilfe von Tetrachorden der Struktur Halbton-übermäßiger Ganzton-Halbton erklären:
- Das C-Zigeuner-Dur besteht aus den beiden disjunkten (durch einen Ganzton getrennten) Tetrachorden c-des-e-f und g-as-h-c.
- Das c-Zigeuner-Moll besteht aus den beiden konjunkten (durch einen gemeinsamen Ton) verbundenen Tetrachorden d-es-fis-g und g-as-h-c, wobei die Tonleiter durch ein unten angefügtes c vervollständigt wird.

## Kontroversen
Es gibt immer wieder Forderungen, auch historisch gewachsene Wortkonstruktionen aus dem Sprachgebrauch verschwinden zu lassen, wenn sie als diskriminierend empfundene Begriffe enthalten, selbst dann, wenn sie – wie im konkreten Fall – keine abwertende Konnotation aufweisen.
Derlei Forderungen folgen nur selten Vorschläge zu sinnvollen sprachlichen Alternativen, die sowohl den Erfordernissen der political correctness als auch dem Bedürfnis von Musikern nach Kontinuität der historisch gewachsenen musikalischen Terminologie zu genügen vermögen.

## Hörbeispiele
- Tonleiter in C-Zigeuner-Mollⓘ/?
- Tonleiter in C-Zigeuner-Durⓘ/?